# 4582 Хенк
4582 Хенк (4582 Hank) — астероїд головного поясу, відкритий 31 березня 1989 року.
Тіссеранів параметр щодо Юпітера — 3,329.